# Chapelle Saint-Sernin de Soueix-Rogalle
La chapelle Saint-Sernin de Soueix-Rogalle est une église romane du XIIe siècle située en France au village de Saint-Sernin, sur la commune de Soueix-Rogalle, dans le département de l'Ariège, en région Occitanie.

## Description
C’est une chapelle romane de taille modeste à simple nef avec un clocher-mur.

## Localisation
Elle se situe à 477 m d'altitude au bord de la RD 32, à proximité immédiate du Salat dans le village de Saint-Sernin, le premier du pays du Haut-Salat, passée la porte de Kercabanac.

## Historique
L'église date du XIIe siècle, rénovée au XVIIIe siècle.
Elle fait l'objet d'un classement au titre des monuments historiques depuis le 29 août 1977.

## Galerie

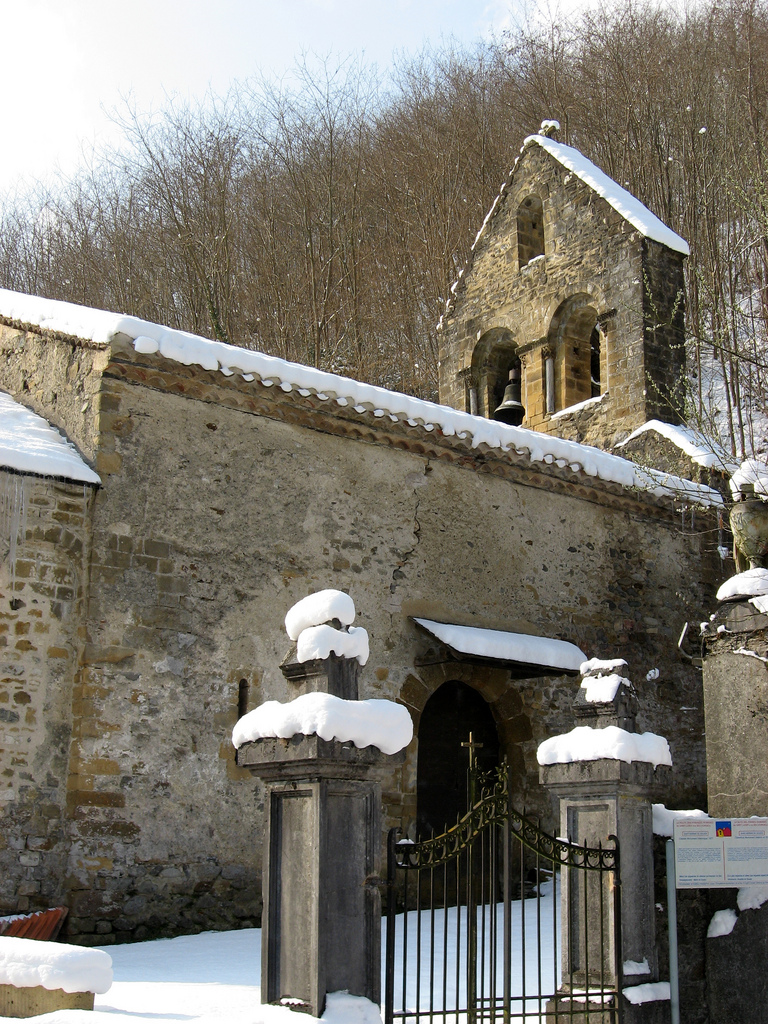
L'entrée et le clocher.
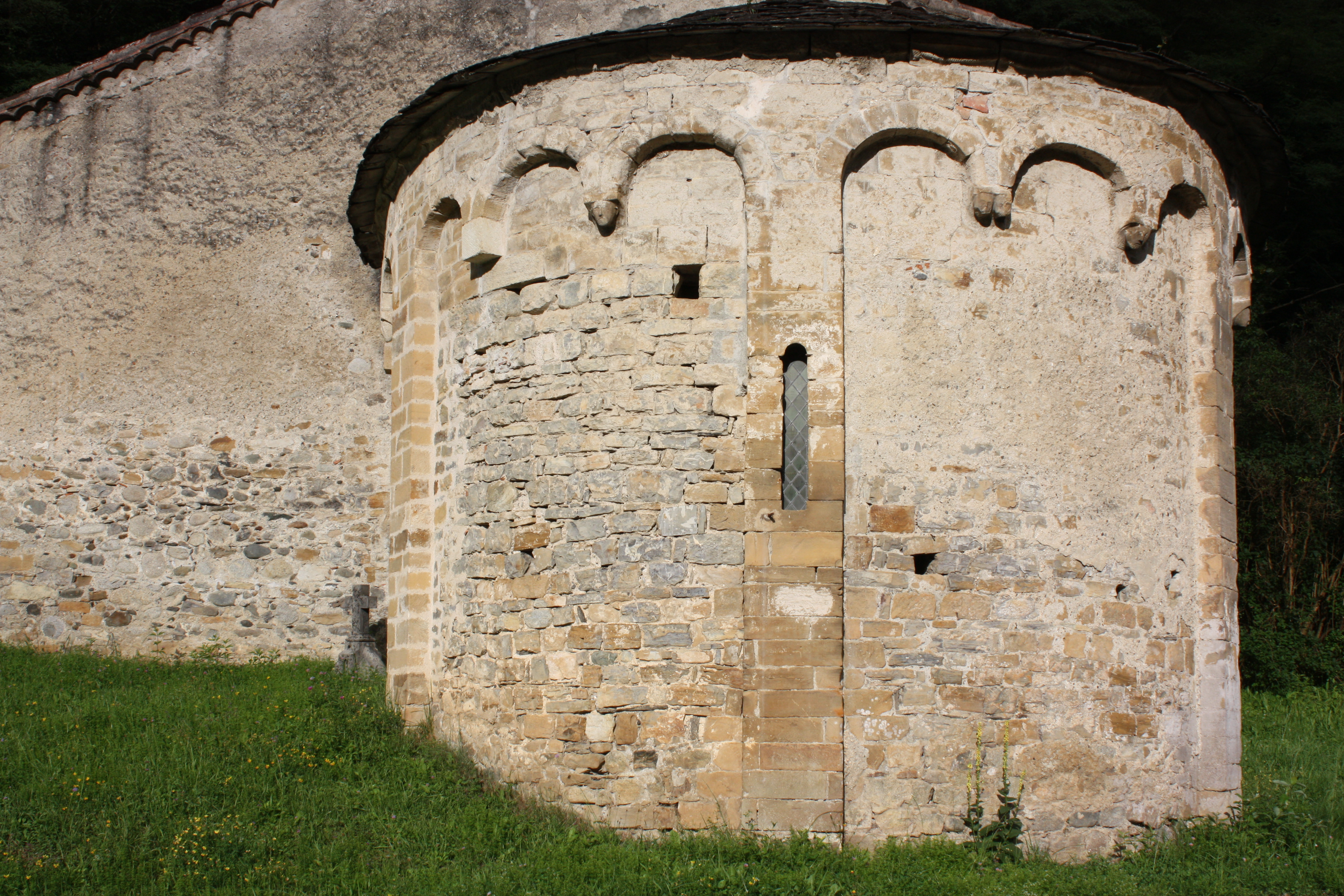
L'abside avec têtes sculptées.

## Valorisation du patrimoine
L'association Pour la chapelle Saint-Sernin de Soueix veille à l'entretien et à la promotion.